# Kol Sion HaLochemet

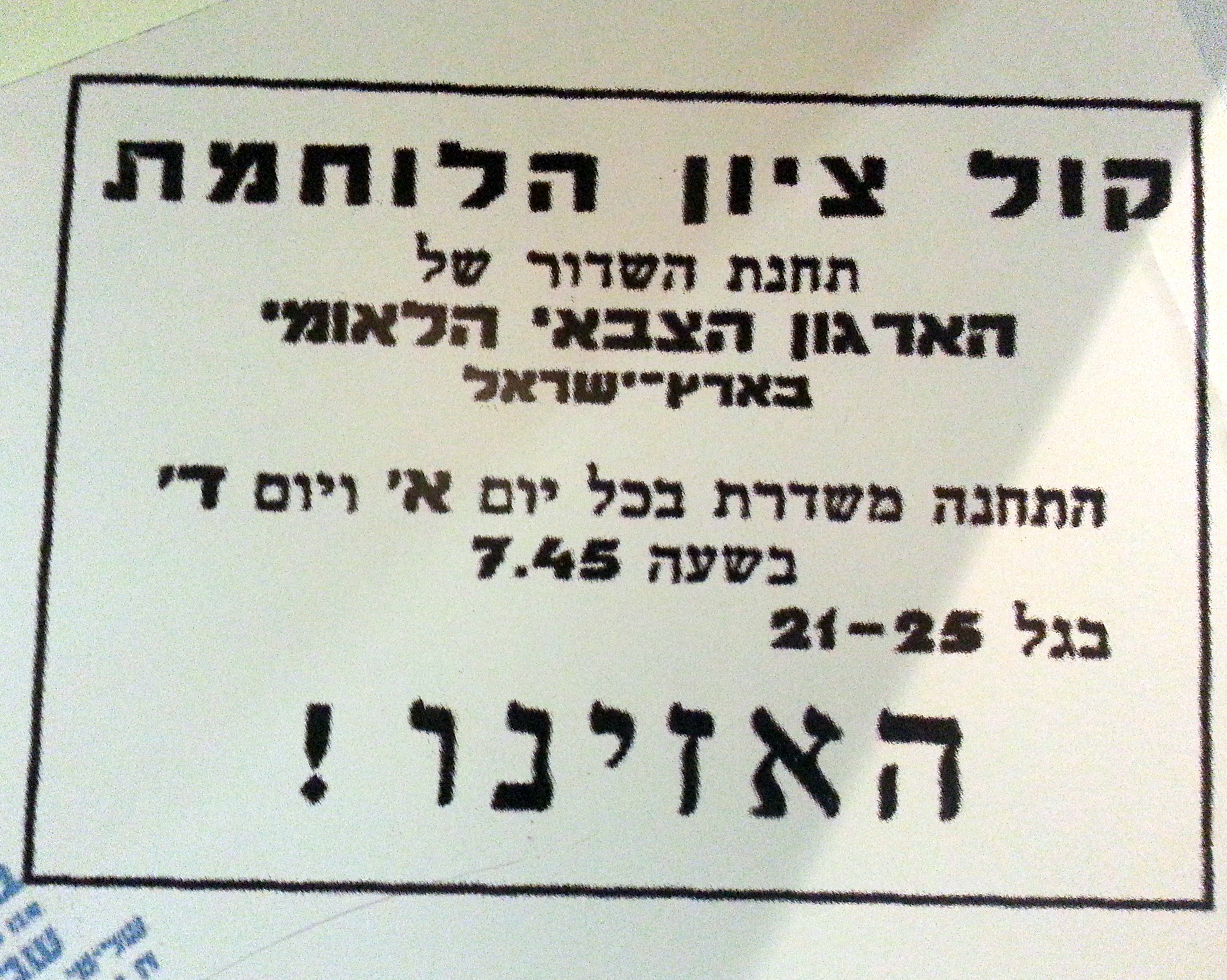
Fotografía de un anuncio propagandístico de Etzal, expuesta en el Instituto Jabotinsky de Tel Aviv.

Kol Sion HaLochemet (o Kol Zion Halojemet) (hebreo: קול ציון הלוחמת, la Voz de Sion Combatiente) fue la estación de radio clandestina del Irgún. Operó desde 1939 hasta 1948 y fue probablemente la primera estación de radio clandestina del mundo.

## Voz para el líder
El líder del Irgún, Menájem Beguin, quien evitó ser capturado durante la lucha contra los británicos durante el período de rebelión contra el Mandato Británico, utilizó Kol Sion HaLochemet en reiteradas oportunidades para comunicarse con los judíos de Eretz Israel. Entre otros ejemplos, declaró:

[...] No sólo los judíos han sido heridos y se han causado daños por valor de miles de libras a bienes de judíos en Jerusalén. Nuestro orgullo nacional resultó herido también. Una vez más nos convertimos en "judíos protegidos", como las tropas británicas pretenden defendernos.